# Heinz-Günther Nesselrath

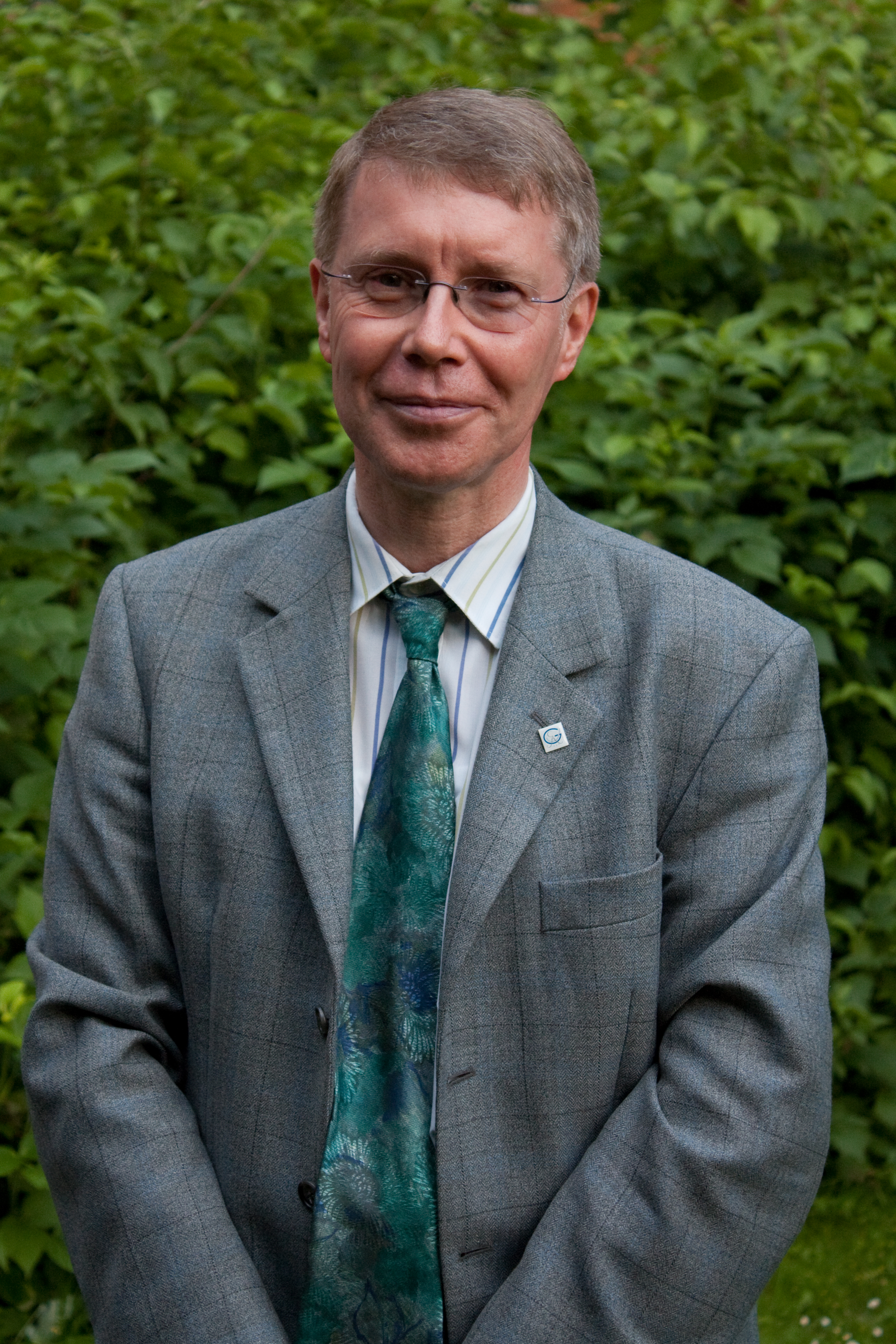
Heinz-Günther Nesselrath.

Heinz-Günther Nesselrath (nacido el 9 de noviembre de 1957, en Jülich, Alemania) es un filólogo alemán. Estudió filología clásica en la Universidad de Colonia, graduándose en 1981. Ese mismo año fue becado para cursar estudios en la Deutsche Forschungsgemeinschaft, obteniendo la habilitación como docente universitario en 1987.
Ha ejercido como profesor e investigador en las universidades de Berna (entre los años 1992 y 2001) y de Göttingen (desde el año 2001). Su línea de investigación tiene que ver con el análisis de los diálogos platónicos Critias y Timeo, especialmente en lo relacionado con el relato sobre la isla de Atlántida. Nesselrath sostiene que dicho relato debe ser entendido en términos de una alegoría política.